# The Living Theatre

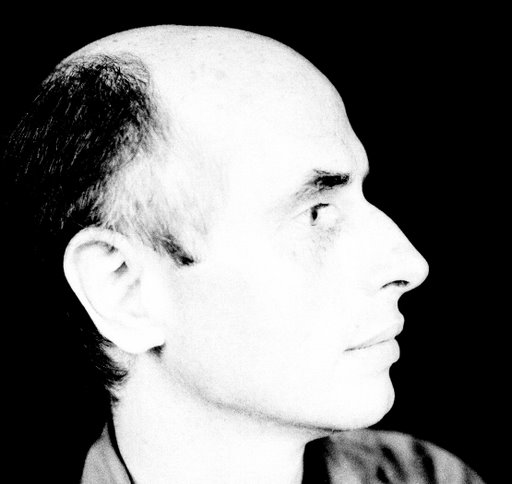
Julian Beck

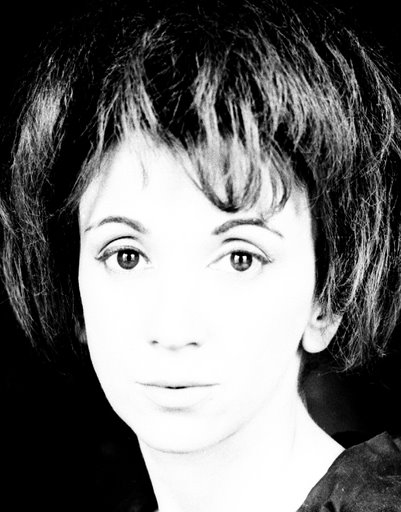
Judith Malina

Living Theatre (z ang. „żyjący teatr”) – teatr alternatywny założony przez aktorkę Judith Malinę oraz malarza, poetę i performera Juliana Becka w Nowym Jorku w roku 1947.
Jest najstarszą tego typu grupą działającą w Stanach Zjednoczonych. Charakteryzuje się pacyfistyczno-anarchizującą postawą polityczną oraz radykalizmem obyczajowym. Kierowany przez swoich założycieli do roku 1985, kiedy to po śmierci Becka jego miejsce jako główny współpracownik Maliny zajął Hanon Reznikov. Obecnie, po śmierci Reznikova w 2008 roku, Malina kieruje teatrem samodzielnie. The Living Theatre jest uznawany za jeden z pierwszych teatrów awangardowych, jego działalność wiązana jest z narodzinami nowojorskiego ruchu teatrów off- oraz off-off-broadwayowskich. Metody pracy zespołu silnie oddziaływały na teatralną awangardę lat 60. i teatr w ogóle.

## Historia

### Początki
Założona w 1947 roku grupa aż do 1951 roku występowała głównie w prywatnych mieszkaniach, ten okres działań teatru charakteryzowała tendencja do artystycznej improwizacji. W latach 50. grupa wystawiała dramaty wpływowych europejskich pisarzy, takich jak Bertolt Brecht i Jean Cocteau, a także modernistycznych poetów: T.S. Eliota czy Gertrudy Stein. Już wtedy teatr zasłynął wśród nowojorskiej bohemy z niekonwencjonalnych metod teatralnych. Pokazy odbywały się w małych lokalnych klubach, które były systematycznie zamykane z powodu problemów finansowych i konfliktów z lokalną władzą. Twórczość teatru w tym okresie wykazywała znaczne pokrewieństwo w stylu i treści z pisarzami ruchu bitników. W roku 1959 inscenizacja The Connection J. Gelber była pierwszym dużym sukcesem zespołu. Przyciągała uwagę drastycznym obrazem uzależnienia od narkotyków, wyrażonym w równie drastycznych słowach. Inne sztuki z tego okresu to: Doctor Faustus Lights the Lights, Tonight We Improvise, Many Loves. Reżyserem przedstawień była Malina, scenografią zajmował się Beck, muzykę tworzył Alan Hovhaness. Do 1963 roku The Living Theatre wystawił ponad 20 spektakli.

### Na „dobrowolnym wygnaniu”

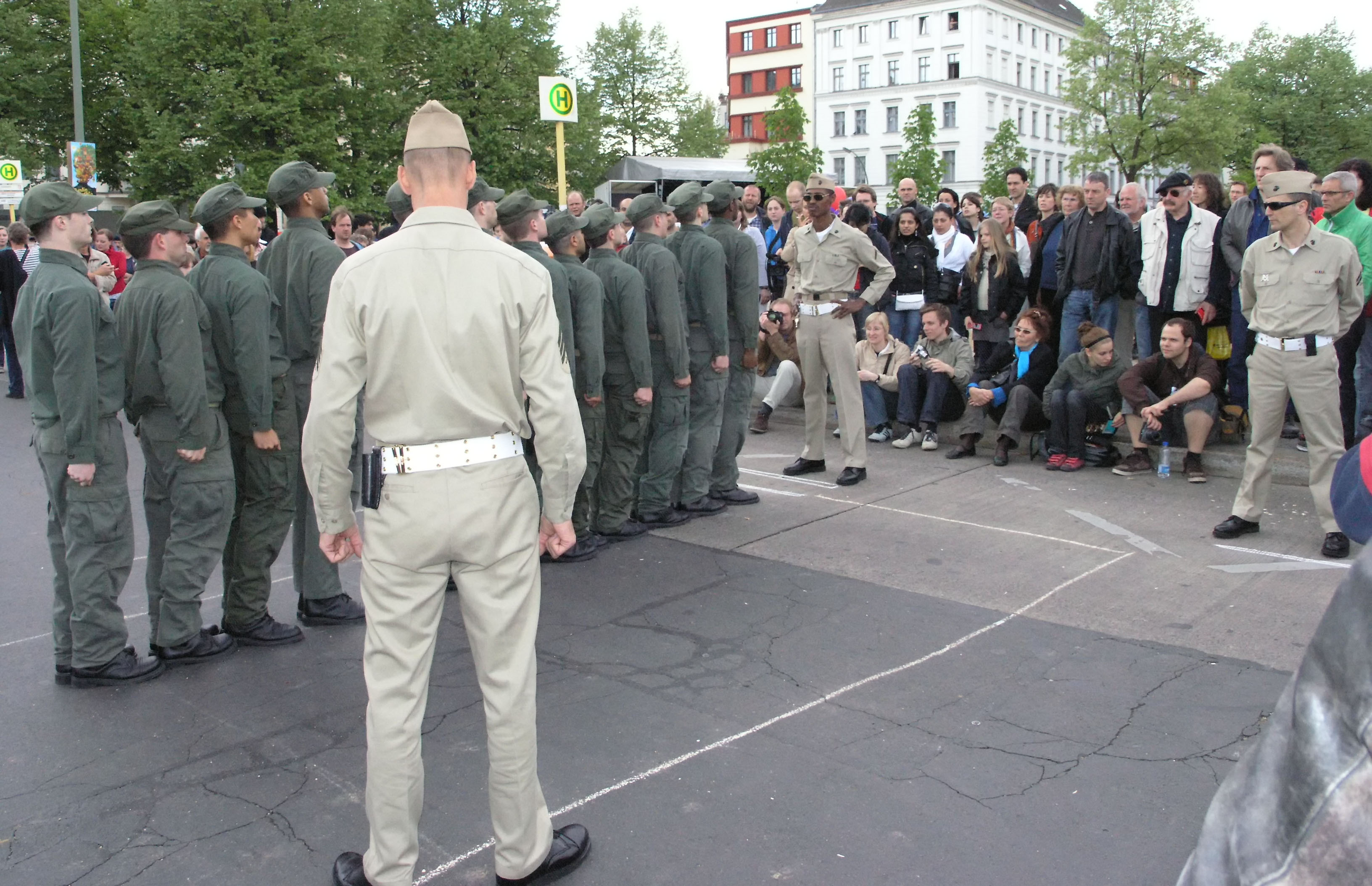
Pokaz The Brig w Berlinie w 2008 roku

Inscenizacja The Brig (1963) według sztuki Kennetha Browna, byłego żołnierza Marines, pokazywała despotyczne traktowanie więźniów w zakładzie karnym amerykańskiej piechoty morskiej. Było to ostatnie większe przedstawienie przed zamknięciem sceny z powodu niepłacenia podatków. Malina utrzymuje, że kłopoty z urzędem skarbowym były jedynie pretekstem, a rzeczywistym powodem zamknięcia teatru była krytyka amerykańskiej armii, zawarta w The Brig. Właściciele teatru zostali skazani na 5 lat więzienia w zawieszeniu. Aby uniknąć kolejnych aresztowań, podczas akcji artystycznych czy protestów przeciw wojnie w Wietnamie (w których członkowie grupy aktywnie uczestniczyli), teatr zdecydował się na „dobrowolne wygnanie” i przeniósł działalność do Europy, po której podróżował do końca lat 60.
Spektakle teatru w czasach jego aktywności w Europie stały się bardziej radykalne, niosły anarchistyczne i pacyfistyczne przesłanie. Członkowie grupy brali także czynny udział w wydarzeniach paryskiego maja 1968 roku. Aktorzy wspólnie układali nowe sztuki, (metoda kreacji zbiorowej), żyli w typowej dla pokolenia hippisów komunie.
Realizacja Mysteries and smaller pieces, która powstała w roku 1964, zapoczątkowała wśród teatrów awangardowych modę na tak zwany teatr uczestnictwa. Spektakl The Living Theatre rozpoczynał się wyjściem na scenę aktora, który przez kilkanaście-kilkadziesiąt minut stał nieruchomo, czekając na reakcję publiczności. Widzów zachęcano do skandowania, improwizacji, wchodzenia na scenę. Aby zatrzeć różnicę między odbiorcą a aktorem, artyści pojawiali się nie w kostiumach, lecz swoich własnych ubraniach.
Inne znane realizacje grupy z tego okresu to adaptacje Antygony i Frankensteina oraz najgłośniejszy spektakl teatru, Paradise Now, którego wystawienie na festiwalu w Awinionie w 1968 roku, doprowadziło do zamieszek. Ta częściowo improwizowana realizacja, stała się głośna z powodu sceny, w której aktorzy recytując listę społecznych tabu, gdy dochodzili do pozycji „nagość”, pozbywali się swoich ubrań. Sztuka kończyła się deklaracją, że miejscem teatru jest ulica, po spektaklu aktorzy, niektórzy wciąż nadzy, wraz z publicznością opuszczali teatr. Wielokrotnie prowadziło to do aresztowań członków zespołu pod zarzutem publicznego obnażania się.

W tamtym okresie Living Theatre przekształcił się z teatru offowego (off-broadwayowskiego) w kolektyw, we wspólnotę. Żyliśmy razem i podróżowaliśmy razem. Udało nam się ostatecznie rozbić ten parszywy, sztuczny podział pomiędzy życiem prywatnym a publicznym, artystycznym, seksualnym, wewnętrznym, „ekonomicznym” i naprawdę udało nam się, jako wspólnocie, zintegrować wszystkie te czynniki. Mieliśmy sporo dzieci w naszym zespole, podróżowaliśmy z miasta do miasta. Raz ucztowaliśmy i świętowaliśmy, później przechodziliśmy klęskę niedostatku i głodu.

### Od lat 70. do dziś
Na skutek zaniku ruchu społecznej kontestacji i trudności organizacyjnych (komuna Living Theatre liczyła około 50 osób) w 1970 roku zespół rozpadł się na cztery grupy. Nazwę zachował siedmioosobowy skład, który współtworzyli Beck i Malina. Po krótkim epizodzie (i kolejnych aresztowaniach) w Brazylii, teatr na swoją tymczasową siedzibę obrał Francję, skąd artyści wyruszali na tournée po całej Europie. W latach 70. teatr podążył w kierunku wyznaczonym przez Paradise Now. Artyści zaczęli wyprowadzać sztukę z teatralnych sal, zrealizowali cykl przedstawień The Legacy of Kane, przeznaczony do wystawiania w nietypowych miejscach. Teatr, krytykując niesprawiedliwości społeczne, występował na ulicach, w slumsach, więzieniach, na uczelniach. Grupa odwiedziła m.in. Stany Zjednoczone, Brazylię, Włochy. Do najbardziej znanych sztuk z tego okresu można zaliczyć: Six Public Acts, The Money Tower, Seven Meditations on Political Sado-Masochism, Turning the Earth oraz Strike Support Oratorium.
W roku 1983 teatr powrócił do Nowego Jorku i na tradycyjną scenę. Nie zerwał jednak ze swoim dorobkiem. Sztuka Not In My Name była ulicznym przedstawieniem, które odgrywano w dniach, kiedy wykonywana była kara śmierci. Teatr rozwijał techniki angażowania widowni, prowokując publiczność do współudziału. W tym czasie powstały: Prometheus at the Winter Palace, The Yellow Methuselah i The Archaeology of Sleep. Po śmierci Juliana Becka w 1985 roku współdyrektorem The Living Theatre został Hanon Reznikov, aktor związany z zespołem od 1977 roku. W 1985 roku teatr po latach wędrówki znalazł swoją siedzibę na nowojorskim Manhattanie. Pod kierownictwem Maliny i Reznikova powstały m.in.: The Tablets, I and I, The Body of God, Humanity, Rules of Civility, Waste, Echoes of Justice oraz The Zero Metod. Mimo zamknięcia sceny na Manhattanie w 1993 roku artyści pozostali w Nowym Jorku, tworząc kolejne spektakle (np.: Anarchia, Utopia, Capital Changes).

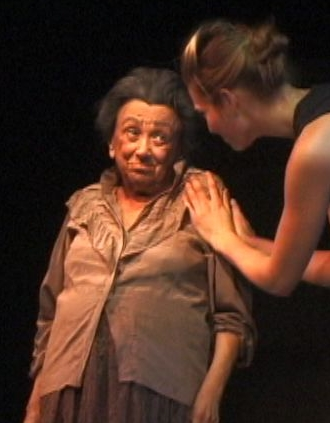
Judith Malina podczas przedstawienia Maudie and Jane (2008)

W roku 1999 przy wsparciu funduszy z Unii Europejskiej artyści odnowili XVII-wieczny Palazzo Spinola w Rocchetta Ligure we włoskim Piemoncie i otworzyli w nim Centro Living Europa, europejski oddział teatru. Narodził się tu spektakl Resistenza, mówiący o oporze miejscowej ludności w czasie faszystowskiej okupacji (1943-45). Grupa, odpowiadając na aktualną sytuację polityczną, stworzyła także Resist Now, spektakl przeznaczony do wystawiania podczas antyglobalistycznych manifestacji. Przedstawienie to grano zarówno w Europie, jak i w Stanach Zjednoczonych.
W 2007 roku teatr powrócił na Manhattan, gdzie zajął budynek na Lower East Side. Działalność zainaugurował wznowieniem sztuki The Brig. Członkowie zespołu, dostrzegając zagrożenie wciąż rosnącymi nierównościami społecznymi, prowadzą akcje wraz z okolicznymi bezdomnymi i skłotersami z Lower East Side, konfrontując potrzeby ludzi z niższych warstw z eksperymentem artystycznym i politycznym przesłaniem teatru.
W ostatnich dekadach teatr zbiera coraz mniej pochlebne recenzje, także wśród polskich krytyków. Joanna Ostrowska, obserwująca spektakl zespołu w 1996 roku, zwróciła uwagę na nieporadność i brak profesjonalizmu aktorów, choć dodała, że rozpatrując przedstawienie nie jako dzieło, lecz jako zdarzenie i spotkanie międzyludzkie artyści potrafili dostarczyć widzowi wzruszeń. Łukasz Rudziński po występie The Living Theatre na poznańskiej Malcie w 2007 roku nazwał zespół „smutnym dowodem na przemijalność zjawisk awangardowych”. Mimo to grupa działa nieprzerwanie, wciąż tworząc nowe spektakle. W roku 2008 zmarł Hanon Reznikov. Judith Malina pełni funkcję dyrektora artystycznego do dziś.

## Założenia teoretyczne i inspiracje
Za teoretyczną podstawę dla działań teatru posłużył zbiór esejów Teatr i jego sobowtór (Le Théâtre et son Double) (1938, wydanie polskie 1966) Antonina Artauda, w których francuski dramatopisarz atakował teatralne konwencje i nadmierną rolę słowa w wystawianych spektaklach. Pod wpływem Artauda Beck i Malina starali się w swoich sztukach realizować koncepcję metafizycznego teatru okrucieństwa, który burzy w widzu spokój i zmusza go do głębszego doświadczania rzeczywistości. Aby zburzyć poczucie bezpieczeństwa widzów i zmusić ich do refleksji, aktorzy włączali ich do akcji scenicznych. Spektakle nie tworzyły niegroźnej dla odbiorcy scenicznej fikcji, lecz starały się kreować rzeczywistość, w której oglądający musi zareagować na działania aktorów. Judith Malina tak opisuje jeden ze swoich spektakli:

Uporczywie dążyliśmy do zaangażowania publiczności: ku przerażeniu kierownictwa teatru wyrywaliśmy krzesła z widowni i nalegaliśmy na większy kontakt fizyczny z widzami. Wielu uciekało, ale ci którzy pozostawali, wstępowali do raju!

W latach 60. nadrzędnym celem The Living Theatre stało się przekształcenie społeczeństwa z rywalizującej, hierarchicznej struktury w zwartą, współpracującą grupę ludzi. Spektakle miały być impulsem do nadchodzącej przemiany społecznej. Po Maju 1968, gdy transformacja społeczna stała się faktem, członkowie teatru próbowali współstworzyć alternatywne struktury: prasę, komuny, żłobki, centra kobiet, spółdzielnie spożywcze.
Koncepcja teatru na przestrzeni lat znacznie ewoluowała. Zawsze do kluczowych jej składników należała praca nad relacją z widzami (burzenie ściany oddzielającej widza od aktora), wkraczanie teatru w codzienność (wyjście ze sztuką na ulice). Natomiast, wraz z narastaniem świadomości politycznej, rewolucyjna postawa twórców teatru od lat 80. wzbogaciła się o humanistyczną refleksję nad rzeczywistością:

Ważne jest, by robić teatr polityczny właśnie wtedy, gdy mamy do czynienia z odpływem aktywności społecznej, by rozsiewać idee, które mogą motywować do działania. Cały czas uczymy się z przeszłości, i ważne jest by właśnie dziś o tym pamiętać, że okres post-rewolucyjny jest także okresem przed-rewolucyjnym. Im wcześniej to poczujemy, tym wcześniej będziemy mogli wytworzyć nową falę politycznej i społecznej aktywności. Musimy obwieszczać nadejście tej nowej energii. Tym właśnie obecnie zajmuje się Living Theatre. Cały czas działamy na rzecz zmiany, jesteśmy częścią ruchu, czy to pracując z anarchistycznymi grupami w Brazylii, jak to czyniliśmy w latach 70., czy prowadząc warsztaty i dając występy we Włoszech podczas okupacji fabryk, czy działając na Lower East Side z bezdomnymi i skłotersami, jak to robimy ostatnio. Jesteśmy zawsze tam, gdzie dzieje się coś, co ma dla nas sens i co powoduje, że nasze serca szybciej biją.

## Wpływy
The Living Theatre znacząco wpłynął na awangardowy ruch teatralny. Spektakl Mysteries and Smaller Pieces w roku 1964 zapoczątkował w teatrze awangardowym rozwój idei współuczestnictwa widza w spektaklu, koncepcja rozwijana jest do dziś przeróżne grupy na całym świecie. Do kontynuatorów działań zespołu należy The Open Theatre (założony przez byłego członka teatru Becka i Maliny – Josepha Chaikina) czy lalkowy Bread and Puppet Theatre, popierający wolność narodów świata i promujący antyglobalizm.
The Living Theatre znacząco wpisał się w ruch kontrkulturowy lat 60. i 70. Mimo silnej krytyki artystycznych dokonań grupy w ostatnich latach, jej rola w historii teatru nie jest podważana.

## Ważniejsze spektakle
Skrótem OBIE oznaczono spektakle wyróżnione nagrodą Off-Broadway Theatre Award.
- The Connection (1959) OBIE
- The Brig (1963) OBIE
- Mysteries and smaller pieces (1964)
- Antygona
- Frankenstein (1968) OBIE
- Paradise Now (1968)
- Utopia
- The Brig - wznowienie (2007) OBIE
- Maudie and Jane (2007)

## Living Theatre w Polsce
- 1980 Występy w warszawskim klubie Stodoła
- 1980 Antygona wystawiana w Olsztynie
- 1996 Utopia na poznańskiej Malcie
- 2007 Mysteries and smaller pieces na poznańskiej Malcie